# Dodder
Dodder (irl. An Dothra) – rzeka w Irlandii, jedna z trzech przepływających przez Dublin (pozostałe to Liffey i Tolka).
Rzeka ma swoje źródło na północnych zboczach góry Kippure (na granicy hrabstw Dublin Południowy i Wicklow). Rzeka płynie między innymi przez Tallaght, Rathfarnham, Donnybrook i Ballsbridge, po czym łączy się z rzeką Liffey w Ringsend.